# لاگرزهد، استافوردشر
لاگرزهد (به انگلیسی: Loggerheads) یک روستا و محله مدنی در بریتانیا است که در Borough of Newcastle-under-Lyme واقع شده‌است. لاگرزهد ۴٬۴۸۰ نفر جمعیت دارد.